# FC Liverpool
Der FC Liverpool (offiziell: Liverpool Football Club LFC) – auch bekannt als The Reds (englisch für „Die Roten“) – ist ein am 3. Juni 1892 gegründeter Fußballverein aus Liverpool. Mit 20 Meistertiteln ist der FC Liverpool seit dem letzten Titelgewinn 2025 neben Manchester United englischer Rekordmeister, der darüber hinaus achtmal den FA Cup sowie zehnmal den Ligapokal gewann. Auf europäischer Ebene gewann der Verein sechsmal den Europapokal der Landesmeister bzw. die UEFA Champions League sowie dreimal den UEFA-Pokal. 2019 gewann der FC Liverpool erstmals die FIFA-Klub-Weltmeisterschaft.
Seit seiner Gründung spielt der FC Liverpool im Stadion Anfield. Der Verein verfügt über eine große und loyale Fangemeinde. Seine Anhänger waren in zwei große Katastrophen des europäischen Fußballs verwickelt: 1985 verursachten Liverpool-Anhänger bei der Katastrophe von Heysel eine Massenpanik, durch die 39 Fans von Juventus Turin zu Tode kamen und 1989 starben 97 Anhänger des FC Liverpool, als bei der Hillsborough-Katastrophe in Sheffield Polizei und Ordnungskräfte schwere Fehler begingen.
Der FC Liverpool pflegt seit langer Zeit Rivalitäten mit dem Nachbarn FC Everton (Merseyside Derby) und mit dem ähnlich erfolgreichen Manchester United (Rivalität zwischen Manchester United und dem FC Liverpool). In jüngerer Vergangenheit hat sich zudem eine Rivalität mit Manchester City entwickelt.

## Geschichte
| Spielzeiten seit 1893 | Spielzeiten seit 1893                           | Spielzeiten seit 1893                           | Spielzeiten seit 1893                           | Spielzeiten seit 1893                           |
| Saison                | Platz                                           | Punkte                                          | Tore                                            | Anmerkung                                       |
| --------------------- | ----------------------------------------------- | ----------------------------------------------- | ----------------------------------------------- | ----------------------------------------------- |
| 1893/94               | 1. Platz                                        | 50:06                                           | 77:18                                           | Second Division                                 |
| 1894/95               | 16. Platz                                       | 22:38                                           | 51:70                                           |                                                 |
| 1895/96               | 1. Platz                                        | 46:14                                           | 106:32                                          | Second Division                                 |
| 1896/97               | 5. Platz                                        | 33:27                                           | 46:38                                           |                                                 |
| 1897/98               | 9. Platz                                        | 28:32                                           | 48:45                                           |                                                 |
| 1898/99               | 2. Platz                                        | 43:25                                           | 49:33                                           |                                                 |
| 1899/00               | 10. Platz                                       | 33:35                                           | 49:45                                           |                                                 |
| 1900/01               | 1. Platz                                        | 45:23                                           | 59:35                                           |                                                 |
| 1901/02               | 11. Platz                                       | 32:36                                           | 42:38                                           |                                                 |
| 1902/03               | 5. Platz                                        | 38:30                                           | 68:49                                           |                                                 |
| 1903/04               | 17. Platz                                       | 26:42                                           | 49:62                                           |                                                 |
| 1904/05               | 1. Platz                                        | 58:10                                           | 93:25                                           | Second Division                                 |
| 1905/06               | 1. Platz                                        | 51:25                                           | 79:46                                           |                                                 |
| 1906/07               | 15. Platz                                       | 33:43                                           | 64:65                                           |                                                 |
| 1907/08               | 8. Platz                                        | 38:38                                           | 68:61                                           |                                                 |
| 1908/09               | 16. Platz                                       | 36:40                                           | 57:65                                           |                                                 |
| 1909/10               | 2. Platz                                        | 48:28                                           | 78:57                                           | Second Division                                 |
| 1910/11               | 13. Platz                                       | 37:39                                           | 53:53                                           |                                                 |
| 1911/12               | 17. Platz                                       | 34:42                                           | 46:54                                           |                                                 |
| 1912/13               | 12. Platz                                       | 37:39                                           | 61:71                                           |                                                 |
| 1913/14               | 16. Platz                                       | 35:41                                           | 46:62                                           |                                                 |
| 1914/15               | 13. Platz                                       | 37:39                                           | 65:75                                           |                                                 |
| 1916–1919             | Kein Spielbetrieb wegen des Ersten Weltkrieges  | Kein Spielbetrieb wegen des Ersten Weltkrieges  | Kein Spielbetrieb wegen des Ersten Weltkrieges  | Kein Spielbetrieb wegen des Ersten Weltkrieges  |
| 1919/20               | 4. Platz                                        | 48:36                                           | 59:44                                           |                                                 |
| 1920/21               | 4. Platz                                        | 51:33                                           | 63:35                                           |                                                 |
| 1921/22               | 1. Platz                                        | 57:27                                           | 63:36                                           |                                                 |
| 1922/23               | 1. Platz                                        | 60:24                                           | 70:31                                           |                                                 |
| 1923/24               | 12. Platz                                       | 41:43                                           | 49:48                                           |                                                 |
| 1924/25               | 4. Platz                                        | 50:34                                           | 63:55                                           |                                                 |
| 1925/26               | 7. Platz                                        | 44:40                                           | 70:63                                           |                                                 |
| 1926/27               | 9. Platz                                        | 43:41                                           | 69:61                                           |                                                 |
| 1927/28               | 16. Platz                                       | 39:45                                           | 84:87                                           |                                                 |
| 1928/29               | 5. Platz                                        | 46:38                                           | 90:64                                           |                                                 |
| 1929/30               | 12. Platz                                       | 41:43                                           | 63:79                                           |                                                 |
| 1930/31               | 9. Platz                                        | 42:42                                           | 86:85                                           |                                                 |
| 1931/32               | 10. Platz                                       | 44:40                                           | 81:93                                           |                                                 |
| 1932/33               | 14. Platz                                       | 39:45                                           | 79:84                                           |                                                 |
| 1933/34               | 18. Platz                                       | 38:46                                           | 79:87                                           |                                                 |
| 1934/35               | 7. Platz                                        | 45:39                                           | 85:88                                           |                                                 |
| 1935/36               | 19. Platz                                       | 38:46                                           | 60:64                                           |                                                 |
| 1936/37               | 18. Platz                                       | 35:49                                           | 62:84                                           |                                                 |
| 1937/38               | 11. Platz                                       | 41:43                                           | 65:71                                           |                                                 |
| 1938/39               | 11. Platz                                       | 42:42                                           | 62:63                                           |                                                 |
| 1939–1946             | Kein Spielbetrieb wegen des Zweiten Weltkrieges | Kein Spielbetrieb wegen des Zweiten Weltkrieges | Kein Spielbetrieb wegen des Zweiten Weltkrieges | Kein Spielbetrieb wegen des Zweiten Weltkrieges |
| 1946/47               | 1. Platz                                        | 57:27                                           | 84:52                                           |                                                 |
| 1947/48               | 11. Platz                                       | 42:42                                           | 65:61                                           |                                                 |
| 1948/49               | 12. Platz                                       | 40:44                                           | 53:43                                           |                                                 |
| 1949/50               | 8. Platz                                        | 48:36                                           | 64:54                                           |                                                 |
| 1950/51               | 9. Platz                                        | 43:41                                           | 53:59                                           |                                                 |
| 1951/52               | 11. Platz                                       | 43:41                                           | 57:61                                           |                                                 |
| 1952/53               | 17. Platz                                       | 36:48                                           | 61:82                                           |                                                 |
| 1953/54               | 22. Platz                                       | 28:56                                           | 68:97                                           |                                                 |
| 1954/55               | 8. Platz                                        | 42:42                                           | 73:82                                           | Second Division                                 |
| 1955/56               | 3. Platz                                        | 48:36                                           | 85:63                                           | Second Division                                 |
| 1956/57               | 3. Platz                                        | 53:31                                           | 82:54                                           | Second Division                                 |
| 1957/58               | 4. Platz                                        | 54:30                                           | 79:54                                           | Second Division                                 |
| 1958/59               | 4. Platz                                        | 53:31                                           | 87:62                                           | Second Division                                 |
| 1959/60               | 3. Platz                                        | 50:34                                           | 90:66                                           | Second Division                                 |
| 1960/61               | 3. Platz                                        | 59:25                                           | 100:55                                          | Second Division                                 |
| 1961/62               | 1. Platz                                        | 62:22                                           | 99:43                                           | Second Division                                 |
| 1962/63               | 8. Platz                                        | 44:40                                           | 71:59                                           |                                                 |
| 1963/64               | 1. Platz                                        | 57:27                                           | 92:45                                           |                                                 |
| 1964/65               | 7. Platz                                        | 44:40                                           | 67:73                                           |                                                 |
| 1965/66               | 1. Platz                                        | 61:23                                           | 79:34                                           |                                                 |
| 1966/67               | 5. Platz                                        | 51:33                                           | 64:47                                           |                                                 |
| 1967/68               | 3. Platz                                        | 55:29                                           | 71:40                                           |                                                 |
| 1968/69               | 2. Platz                                        | 61:23                                           | 63:24                                           |                                                 |
| 1969/70               | 5. Platz                                        | 51:33                                           | 65:42                                           |                                                 |
| 1970/71               | 5. Platz                                        | 51:33                                           | 42:24                                           |                                                 |
| 1971/72               | 3. Platz                                        | 57:27                                           | 64:30                                           |                                                 |
| 1972/73               | 1. Platz                                        | 60:24                                           | 72:42                                           |                                                 |
| 1973/74               | 2. Platz                                        | 57:27                                           | 52:31                                           |                                                 |
| 1974/75               | 2. Platz                                        | 51:33                                           | 60:39                                           |                                                 |
| 1975/76               | 1. Platz                                        | 60:24                                           | 66:31                                           |                                                 |
| 1976/77               | 1. Platz                                        | 57:27                                           | 62:33                                           |                                                 |
| 1977/78               | 2. Platz                                        | 57:27                                           | 65:34                                           |                                                 |
| 1978/79               | 1. Platz                                        | 68:16                                           | 85:16                                           |                                                 |
| 1979/80               | 1. Platz                                        | 60:24                                           | 81:30                                           |                                                 |
| 1980/81               | 5. Platz                                        | 51:33                                           | 62:42                                           |                                                 |
| 1981/82               | 1. Platz                                        | 87                                              | 80:32                                           |                                                 |
| 1982/83               | 1. Platz                                        | 82                                              | 87:37                                           |                                                 |
| 1983/84               | 1. Platz                                        | 80                                              | 73:32                                           |                                                 |
| 1984/85               | 2. Platz                                        | 77                                              | 68:35                                           |                                                 |
| 1985/86               | 1. Platz                                        | 88                                              | 89:37                                           |                                                 |
| 1986/87               | 2. Platz                                        | 77                                              | 72:42                                           |                                                 |
| 1987/88               | 1. Platz                                        | 90                                              | 87:24                                           |                                                 |
| 1988/89               | 2. Platz                                        | 76                                              | 65:28                                           |                                                 |
| 1989/90               | 1. Platz                                        | 79                                              | 78:37                                           |                                                 |
| 1990/91               | 2. Platz                                        | 76                                              | 77:40                                           |                                                 |
| 1991/92               | 6. Platz                                        | 64                                              | 47:40                                           |                                                 |
| 1992/93               | 6. Platz                                        | 59                                              | 62:55                                           |                                                 |
| 1993/94               | 8. Platz                                        | 60                                              | 59:55                                           |                                                 |
| 1994/95               | 4. Platz                                        | 74                                              | 65:37                                           |                                                 |
| 1995/96               | 3. Platz                                        | 71                                              | 70:34                                           |                                                 |
| 1996/97               | 4. Platz                                        | 68                                              | 62:37                                           |                                                 |
| 1997/98               | 3. Platz                                        | 65                                              | 68:42                                           |                                                 |
| 1998/99               | 7. Platz                                        | 54                                              | 68:49                                           |                                                 |
| 1999/00               | 4. Platz                                        | 67                                              | 51:30                                           |                                                 |
| 2000/01               | 3. Platz                                        | 69                                              | 71:39                                           |                                                 |
| 2001/02               | 2. Platz                                        | 80                                              | 67:30                                           |                                                 |
| 2002/03               | 5. Platz                                        | 64                                              | 61:41                                           |                                                 |
| 2003/04               | 4. Platz                                        | 60                                              | 55:37                                           |                                                 |
| 2004/05               | 5. Platz                                        | 58                                              | 52:41                                           |                                                 |
| 2005/06               | 3. Platz                                        | 82                                              | 57:25                                           |                                                 |
| 2006/07               | 3. Platz                                        | 68                                              | 57:27                                           |                                                 |
| 2007/08               | 4. Platz                                        | 76                                              | 67:28                                           |                                                 |
| 2008/09               | 2. Platz                                        | 86                                              | 77:27                                           |                                                 |
| 2009/10               | 7. Platz                                        | 63                                              | 61:35                                           |                                                 |
| 2010/11               | 6. Platz                                        | 58                                              | 59:44                                           |                                                 |
| 2011/12               | 8. Platz                                        | 52                                              | 47:40                                           |                                                 |
| 2012/13               | 7. Platz                                        | 61                                              | 71:43                                           |                                                 |
| 2013/14               | 2. Platz                                        | 84                                              | 101:50                                          |                                                 |
| 2014/15               | 6. Platz                                        | 62                                              | 52:48                                           |                                                 |
| 2015/16               | 8. Platz                                        | 60                                              | 63:50                                           |                                                 |
| 2016/17               | 4. Platz                                        | 76                                              | 78:42                                           |                                                 |
| 2017/18               | 4. Platz                                        | 75                                              | 84:38                                           |                                                 |
| 2018/19               | 2. Platz                                        | 97                                              | 89:22                                           |                                                 |
| 2019/20               | 1. Platz                                        | 99                                              | 85:33                                           |                                                 |
| 2020/21               | 3. Platz                                        | 69                                              | 68:42                                           |                                                 |
| 2021/22               | 2. Platz                                        | 92                                              | 92:26                                           |                                                 |
| 2022/23               | 5. Platz                                        | 67                                              | 75:47                                           |                                                 |
| 2023/24               | 3. Platz                                        | 82                                              | 86:41                                           |                                                 |
| 2024/25               | 1. Platz                                        | 84                                              | 86:41                                           |                                                 |

### Gründung
Die Gründung des FC Liverpool hängt eng mit dem Lokalrivalen FC Everton und den Entscheidungen eines reichen Brauereibesitzers namens John Houlding zusammen. Dieser verpachtete Everton an der Anfield Road ein Gelände, auf dem der Fußballverein fortan seine Heimspiele austragen konnte. Im Jahre 1892 erhöhte Houlding die Pacht für das Gelände um das zweieinhalbfache, was unter vielen Vereinsmitgliedern für Unruhe sorgte. Diese entschlossen sich, die Anfield Road zu verlassen und ein nahegelegenes Gelände am anderen Ende des Stanley Parks zu kaufen und dort ein eigenes Stadion, Goodison Park, zu errichten, in dem sie fortan als FC Everton ihre Heimspiele austrugen. Houlding gründete daraufhin den Verein FC Liverpool, der weiterhin im Anfield-Stadion spielen sollte. Die Mannschaft lief in den Anfangsjahren in blau-weißen Trikots auf, was sich erst 1896 änderte, als der neue Trainer Tom Watson die Trikotfarbe in Rot und Weiß änderte.

### Ab 1892
John McKenna wurde zum ersten Manager des neuen FC Liverpool ernannt. Da dem Verein zwar ein Platz, aber keine Mannschaft zur Verfügung stand, fuhr McKenna nach Schottland, um 13 schottische Spieler zu rekrutieren. Das erste Spiel des neuen Vereins bestritt Liverpool gegen Rotherham Town und gewann 7:1.
Nachdem die Football League eine Aufnahme Liverpools verweigert hatte, startete die Mannschaft in der Lancashire League. Der Verein gewann die Liga und wurde für die darauffolgende Saison gemeinsam mit Woolwich Arsenal in die Football League aufgenommen. Als Neuankömmling startete Liverpool in der Second Division, die sie prompt ohne Niederlage gewannen und somit 1894 in die damalige First Division aufstiegen, wo sie zum ersten Mal im Ligabetrieb dem FC Everton begegneten.
Die erste Saison in der obersten Spielklasse endete ernüchternd, als der FC Liverpool die Saison als Tabellenletzter beendete und wieder in die Second Division abstieg. Everton wurde dagegen Vizemeister.
Im folgenden Jahr setzte sich Liverpool äußerst knapp gegen das punktgleiche Manchester City durch und stieg abermals auf. Der FC Liverpool konnte sich fortan in der ersten englischen Liga behaupten und wurde 1901 erstmals englischer Meister. Nach einem erneuten Absturz konnten sie im Jahr 1906 als Zweitliga-Aufsteiger den zweiten englischen Titel für sich erringen. Zu Beginn dieser Saison war Everton der große Favorit für den englischen Titel gewesen, Liverpool rechnete man Chancen auf einen erstmaligen Gewinn des FA Cups zu. Doch es kam anders und Liverpool gewann die Meisterschaft, der Everton FC den FA Cup. Dies stellt einen der Rekorde der Clubs von Merseyside dar. Dreimal haben diese beiden Teams derselben Stadt zusammen das Double geholt, dies gelang einmal noch Manchester United und Manchester City und ein anderes Mal dem FC Arsenal und Tottenham Hotspur.

### Bis zu den 1960er Jahren
Liverpool hatte sich nach dem zweiten Titelgewinn endgültig in der obersten Spielklasse etabliert, ohne dabei in den folgenden Jahren besonders aufzufallen. Bis zum Ausbruch des Ersten Weltkriegs spielten die Reds in der ersten Liga eine mittelmäßige Rolle, erreichten aber 1914 erstmals das Endspiel des FA Cups. 1915 war Liverpool in den ersten britischen Fußballwettskandal verwickelt, der unter anderem zum Ausschluss von vier Spielern des FC Liverpool führte (der Ausschluss wurde 1919 wieder zurückgenommen).
Auffallend sind die großen Erfolge Liverpools nach Aufstiegen – wie schon 1906 – beziehungsweise nach Wiederaufnahme des Spielbetriebs nach den Weltkriegen. Nach dem Ersten Weltkrieg wurde Liverpool zunächst zweimal Vierter, ehe in den Jahren 1922 und 1923 die nächsten beiden Meistertitel gewonnen wurden. Unmittelbar nach dem Zweiten Weltkrieg erzielte der FC Liverpool sofort seinen fünften und im zweiten Jahr nach dem Wiederaufstieg (1962) seinen sechsten Titelgewinn.
Seither spielen die Reds ununterbrochen erstklassig, erzielten zwölf weitere nationale Meistertitel und beendeten nur fünf Mal eine Saison mit einem schlechteren Platz als Rang fünf. Trainer war in den 1960er Jahren Bill Shankly, der den Verein zu einer englischen Spitzenmannschaft formte und einmal sagte: "Einige Leute halten Fußball für einen Kampf um Leben und Tod. Ich mag diese Einstellung nicht. Ich versichere Ihnen, dass es viel ernster ist!" Im Vordergrund seiner Philosophie stand das Kollektiv. Wichtig waren Disziplin, Kampfgeist und Identifikation mit dem Verein.

### Liverpool erobert Europa
Die erfolgreichsten Jahre in der Liverpooler Vereinsgeschichte waren aber die von 1974 bis 1985, größtenteils unter der Leitung von Bob Paisley, dessen Vorstellungen eines erfolgreichen Spiels grundsätzlich mit denen von Bill Shankly einhergingen. Paisley übernahm den Posten als Manager widerwillig nach dem überraschenden Rücktritt von Shankly im Sommer 1974. Berühmte Spieler dieser Zeit, in der sich auch die Liverpooler Fans auf der Stehplatztribüne The Kop ihren legendären Ruf erwarben, waren unter anderem Mark Lawrenson, Ray Clemence, Steve Heighway, Graeme Souness, Ian Callaghan, Phil Neal, Kevin Keegan, John Toshack, Kenny Dalglish und Ian Rush.
Aus dieser Zeit stammt auch die Verbindung des Vereins mit dem Song You’ll Never Walk Alone in der Coverversion der Liverpooler Band Gerry & the Pacemakers. Der Legende nach fiel vor einem Spiel die Soundanlage des Stadions aus, genau während dieser Song lief und ihn The Kop kurzerhand a cappella weitersang.
International machte Liverpool 1964/65 erstmals im Europapokal der Landesmeister auf sich aufmerksam. In dieser Spielzeit kam es auch zum Münzwurf von Rotterdam, dank dem sich die Liverpooler gegen den 1. FC Köln im Viertelfinale durchsetzten. Im Halbfinale scheiterte man dann jedoch an Inter Mailand. Im nationalen Wettbewerb entschieden die Reds in 18 Spieljahren elf Mal die Meisterschaft für sich. Ein Siegeszug, der sich ab 1973 mit dem Sieg über Borussia Mönchengladbach auf ganz Europa ausweitete.
Ausgerechnet jener deutsche Klub hatte im Jahr 1977 in Rom erneut das Nachsehen, als Liverpool zum ersten Mal den Cup der Landesmeister/Champions League gewann. Die Freundschaft zu Borussia Mönchengladbach, die aus diesen Zeiten stammt, als beide Mannschaften regelmäßig in internationalen Spielen aufeinander trafen, hat heute noch Bestand. So reisen Anhänger Borussias in zeitlichen Abständen nach Liverpool, um sich Spiele der „Reds“ vor Ort anzuschauen. Umgekehrt nutzen heute noch Anhänger aus Liverpool einen Besuch in Mönchengladbach, um die gemeinsame Fanfreundschaft beider Vereine zu demonstrieren.
Auf seinen ersten Titel 1977 ließ Liverpool in den nächsten Jahren drei weitere Triumphe im Landesmeistercup folgen. So gelang 1978 die Titelverteidigung gegen den FC Brügge, 1981 schlug man mit 1:0 den Rekordsieger Real Madrid und 1984 triumphierte man über die AS Rom in dessen Heimspielstätte in Rom. In weniger als zehn Jahren hatten die Reds damit vier Landesmeisterpokale gewonnen und wiesen in Europa eine Erfolgsbilanz auf, die nur noch von Real Madrid mit Alfredo di Stefano übertroffen wurde.

### Heysel und Hillsborough: Das Ende
Auf dem Höhepunkt der Dominanz in ganz Europa fand die Erfolgsgeschichte am 29. Mai 1985 ihr jähes Ende. Als vor dem Landesmeister-Pokal-Endspiel gegen Juventus Turin im Brüsseler Heysel-Stadion die eigenen Fans den Block der Juventus-Anhänger nach beiderseitigen Provokationen stürmten und in der sich ausbreitenden Massenpanik 39 Menschen den Tod fanden (→Katastrophe von Heysel), wurde Liverpool für sieben Jahre von internationalen Wettbewerben ausgeschlossen.
Von der Hillsborough-Katastrophe war Liverpool ebenfalls betroffen. Für das Halbfinalspiel im FA Cup 1988/89 gegen Nottingham Forest wurden viel zu viele Karten verkauft, wodurch tausende Fans mehr in den Block im Hillsborough-Stadion von Sheffield gelangten, als dort zugelassen waren. Wegen der zunehmenden Enge im Stadion versuchten die Liverpooler Fans verzweifelt, sich aus der Enge zu befreien. Der Ausgang, der aus einem einzigen Tunnel bestand, war bald völlig verstopft, weswegen die Fans versuchten, auf das Spielfeld zu gelangen. Indem sie versuchten, die Fans wieder zurückzudrängen, verschärften die Polizisten im Stadion die Gefahrenlage deutlich. Am Ende waren 96 Liverpool-Fans gestorben. Ein 97. Opfer starb 2021 an den Folgen der Katastrophe.
Die Tragödie brachte eine beispiellose Anteilnahme in Liverpool mit sich. Am Tor in front of the Kop in Anfield und im Strafraum wurden Blumen und Schals niedergelegt, auch die Evertonians zeigten ihr Mitgefühl. Das auflagenstärkste englische Boulevardblatt The Sun verdiente sich durch seine falsche Berichterstattung über das Fanverhalten (z. B. Taschendiebstahl bei den Opfern, Urinieren auf Polizisten und Leichen) besondere Schmach und wird daher in Liverpool bis zum heutigen Tag trotz einer offiziellen Entschuldigung 2012 von einer breiten Öffentlichkeit und insbesondere von den Hinterbliebenen der Hillsborough-Opfer boykottiert.
Nach dieser Tragödie wurde You’ll Never Walk Alone in das Vereinswappen mit aufgenommen, ebenso die beiden Fackeln zu Ehren der Verstorbenen. An der Anfield Road gibt es eine Gedenktafel für die Verstorbenen, außerdem existiert eine Organisation, die sich um die Hinterbliebenen kümmert.

### Der Weg zurück auf den Gipfel Europas und die Ära Hicks/Gillett
Liverpool war in den 1990er-Jahren und um die Jahrtausendwende in einer der schwierigsten Phasen der Vereinsgeschichte und verlor auch in der englischen Liga an Boden. Nach der letzten englischen Meisterschaft (1990) wurden trotz hochkarätiger Einzelspieler (u. a. Paul Ince, Steve McManaman, Robbie Fowler, Michael Owen und Jamie Redknapp) lediglich zwei Pokale gewonnen, der FA Cup (1992) und der League Cup (1995). In dieser Periode fielen insbesondere Fowler, Redknapp und Stan Collymore durch einen hedonistischen Lebensstil auf, weswegen sie in Anlehnung an die populäre Girlgroup Spice Girls als „Spice Boys“ bezeichnet wurden. Als Negativbeispiel wird oft das verlorene FA-Cup-Finale 1996 gegen Manchester United zitiert, in dem die Liverpool-Spieler in grell-weißen Armani-Anzügen aufliefen, was als „kindisch und geschmacklos“ interpretiert wurde. Die Misserfolgsserie konnte erst am 16. Mai 2001 im UEFA-Pokal-Endspiel in Dortmund beendet werden, als die Reds mit einem 5:4-Sieg gegen Deportivo Alavés wieder einen großen Erfolg auf europäischer Ebene feierten.
Nachdem Rafael Benìtez das Traineramt beim FC Liverpool übernommen hatte, zeichnete sich international Besserung ab. Gleich in seinem ersten Jahr erreichte er mit Liverpool das Finale der UEFA Champions League 2004/05 in Istanbul – unter anderem durch Siege gegen Juventus Turin (Viertelfinale, 2:1, 0:0) sowie den englischen Rivalen FC Chelsea (0:0, 1:0). Das Finale gewannen die Liverpudlians nach einer sensationellen Aufholjagd (0:3 nach 45, 3:3 nach 90 und 120 Minuten) im Elfmeterschießen mit 6:5 gegen die AC Mailand. In der Premier-League-Saison 2004/05 hingegen wurde Liverpool nur Fünfter mit 35 Punkten Rückstand auf den englischen Meister FC Chelsea. Aufgrund einer kurzfristigen Regeländerung der UEFA durfte Liverpool in der Saison 2005/06 an der Champions League, nachdem drei Qualifikationsrunden überstanden worden waren, dennoch teilnehmen, unterlag allerdings als Sieger der Gruppe G (mit dem FC Chelsea, Betis Sevilla und RSC Anderlecht) im Achtelfinale dem portugiesischen Meister Benfica Lissabon mit 0:1 und 0:2. Dennoch konnte Liverpool durch den Gewinn des englischen Pokals einen Titelgewinn verbuchen.
2006 konnte Liverpool zum 15. Mal das Charity Shield gewinnen. Man schlug den Rivalen FC Chelsea mit 2:1.
Im Februar 2007 wurde der FC Liverpool von den US-amerikanischen Geschäftsleuten George Gillett und Tom Hicks aufgekauft. Der Gesamtbetrag belief sich auf 470 Millionen Pfund (714 Millionen Euro). Der Verein erhoffte sich dadurch, auch auf nationaler Ebene wieder Erfolge zu feiern. Ebenfalls am Kauf interessiert war Scheich Muhammad bin Raschid Al Maktum, das Staatsoberhaupt von Dubai.
Im Achtelfinale der Champions League bezwang Liverpool 2007 den Titelverteidiger FC Barcelona. Nach einem 2:1-Auswärtssieg verlor das Team zu Hause 0:1 und kam aufgrund des mehr erzielten Auswärtstores eine Runde weiter. Im Viertelfinale setzte sich Liverpool mit einem 3:0-Auswärtserfolg im Hinspiel und einem 1:0 zu Hause im Rückspiel gegen die PSV Eindhoven durch. Im Halbfinale traf der FC Liverpool auf den Ligakonkurrenten FC Chelsea. Nachdem beide Teams ihr Heimspiel mit 1:0 für sich hatten entscheiden können, kam es zu einer torlosen Verlängerung und zum Elfmeterschießen. Liverpool setzte sich dort mit 4:1 Toren durch und bestritt somit das Endspiel der Champions-League-Saison 2006/07 am 23. Mai in Athen. Wie schon zwei Jahre zuvor hieß der Endspielgegner AC Mailand. 2007 unterlag Liverpool jedoch dem italienischen Konkurrenten mit 2:1. Beide Tore für die Mailänder schoss Filippo Inzaghi. Der Treffer für den FC Liverpool durch Dirk Kuyt kam zu spät.
Am 6. November 2007 besiegte Liverpool in der Vorrunde der Champions League den türkischen Klub Beşiktaş Istanbul mit 8:0, was den bisher höchsten Sieg in der Wettbewerbsgeschichte bedeutet. Im weiteren Verlauf der Champions-League-Saison 2007/08 unterlagen die Reds erst im Halbfinale dem FC Chelsea nach Verlängerung, nachdem es zuvor gelungen war, den FC Arsenal auszuschalten.
In der Saison 2008/09 war es abermals der FC Chelsea, der die „Reds“ aus der Champions League warf. Nach einer 1:3-Heimniederlage konnte die Mannschaft an der Stamford Bridge lediglich ein 4:4 erreichen. In der Liga wurde Liverpool nach der besten Saison seit langem Zweiter mit nur zwei Niederlagen, dafür aber elf Remis.
Im September 2009 fand Liverpool mit dem Finanzunternehmen Standard Chartered Bank einen neuen Trikotsponsor. Der Vertrag lief zunächst von Juli 2010 bis zum Ende der Saison 2013/14 und brachte dem Verein eine Rekordsumme von insgesamt 90 Millionen Euro ein. In den Jahren 2013 und 2015 wurde der Vertrag jeweils vorzeitig verlängert und lief bis 30. Mai 2019. Damit löste Standard Chartered Bank den achtzehn Jahre langen Trikotsponsor Carlsberg ab. Im letzten Heimspiel, in dem Carlsberg die Brust der „Reds“ zieren sollte, lief man mit einem chinesischen Carlsberg-Logo auf. Damit wurde darauf angespielt, dass Liverpool die einzige Stadt im Vereinigten Königreich ist, die auf der Expo 2010 in Shanghai vertreten war. Außerdem sind Shanghai und Liverpool Partnerstädte.
Sportlich gesehen konnten die Liverpudlians in der Saison 2009/10 nie richtig durchstarten. In der Gruppenphase der Champions League wurde die Mannschaft hinter der AC Florenz und Olympique Lyon Dritter und musste die Saison in der UEFA Europa League fortsetzen. Dort kamen die „Reds“ bis ins Halbfinale, wo das Team letztendlich gegen Atlético Madrid aufgrund der Auswärtstorregel ausschied. Auch in der Liga lief es für den FC Liverpool nicht besonders gut. Nachdem das Team vor Saisonbeginn noch zu den Titel-Anwärtern gezählt worden war, war bereits früh in der Saison klar, dass die Mannschaft nichts mehr mit der Meisterschaft zu tun haben wird. Am Ende stand man, nach einer der schlechtesten Saisonen seit langem, nur auf Platz sieben. Durch den Umstand, dass der FC Portsmouth von der UEFA aufgrund der Insolvenz keine Lizenz für den internationalen Spielbetrieb erhielt, qualifizierten sich die „Reds“ dennoch für die UEFA Europa League. Am letzten Spieltag der Saison schrieb Rafael Benítez Geschichte, indem er mit Jack Robinson den jüngsten Spieler einwechselte, der je für den FC Liverpool gespielt hatte. Robinson war zu diesem Zeitpunkt 16 Jahre und 250 Tage alt.
Nachdem in den englischen Medien zuvor bereits über einen Wechsel an der Spitze des FC Liverpool spekuliert worden war, gab der Verein am 16. April 2010 auf seiner Internetpräsenz bekannt, dass Martin Broughton der neue Präsident des Vereins wird. In einem Interview auf der Website des Vereins verlautbarte er, dass die Besitzer die Intention besitzen, den Verein zu verkaufen. Broughton wurde damit beauftragt, den Verkauf zu managen. Er war Vorstandsvorsitzender der British Airways, außerdem ist er bekennender Chelsea-Fan.

### Hinter den Top 4 und Vizemeisterschaft 2014

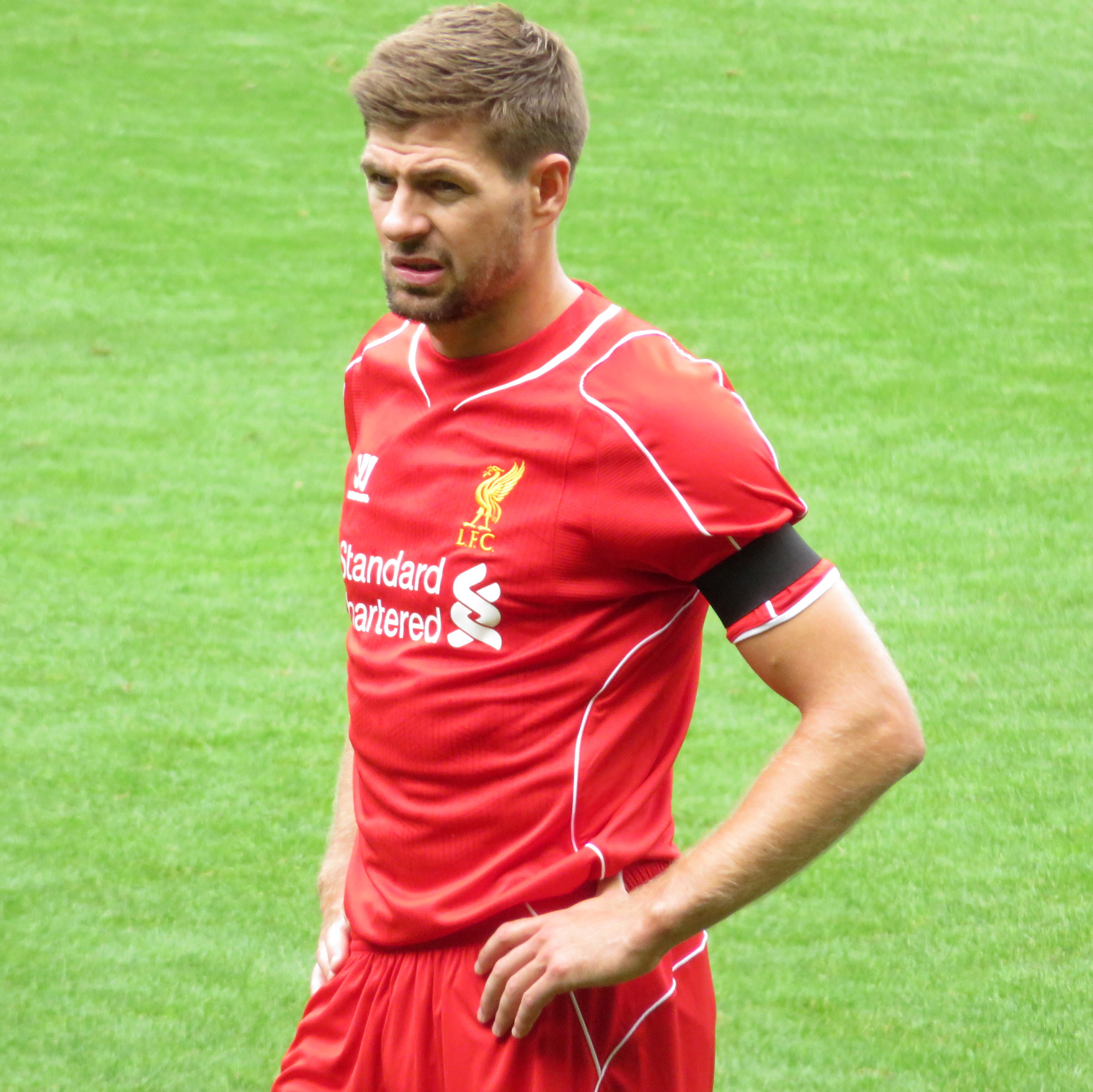
Steven Gerrard (2014)

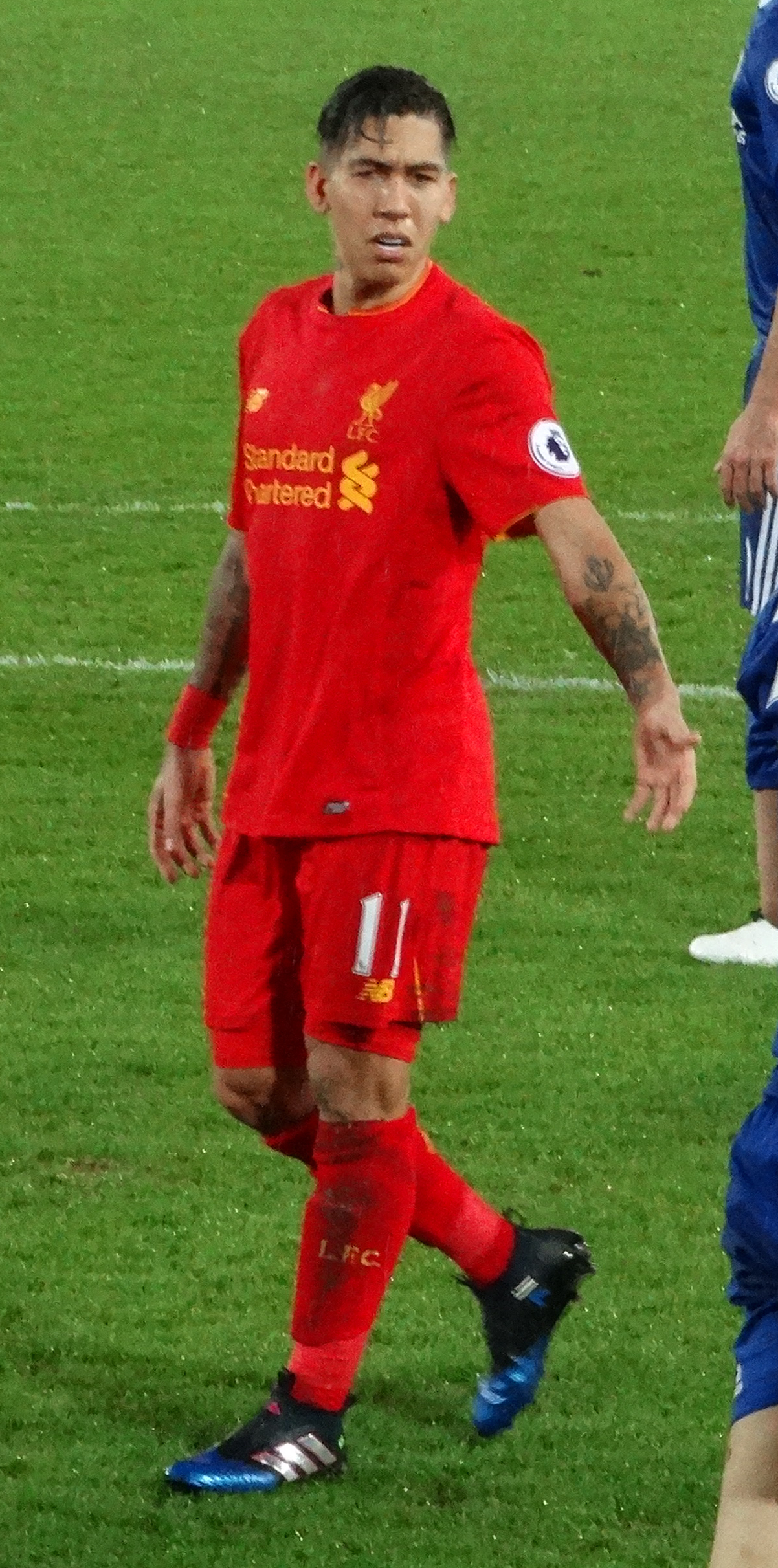
Roberto Firmino (2017)

Am 3. Juni 2010 wurde auf der Internetpräsenz die Trennung von Rafael Benítez bekannt gegeben. Einige Wochen darauf wurde Roy Hodgson als neuer Trainer präsentiert. Anfang August war in vielen britischen Medien zu lesen, dass der chinesische Geschäftsmann Kenny Huang ernsthaft am Kauf des Vereins interessiert sei. Am 20. August 2010 sagte Huang, dass man sich aus den Verhandlungen zurückziehen wolle. Im Oktober 2010 stimmte der Vorstand des FC Liverpool dem Verkauf an New England Sports Ventures (NESV) zu. Die beiden Besitzer Tom Hicks und George Gillett wurden in dieser Sitzung überstimmt, woraufhin ein Rechtsstreit um den Verkauf des Vereins entbrannte. Am 15. Oktober wurde der Verkauf an NESV von Gerichten in London, Dallas und New York als gültig anerkannt, der Verkaufspreis betrug 300 Millionen Pfund.
Während der von den Fans langersehnte Verkauf des Vereins endlich vollzogen war, lief es sportlich ganz und gar nicht. Dem vor der Saison ausgegebenem Ziel "Qualifikation für die Champions League" konnte man sich unter Roy Hodgson nie realistisch nähern. Nach einer 1:3-Niederlage gegen die Blackburn Rovers wurde Hodgson am 7. Januar 2011 freigestellt. Zu diesem Zeitpunkt hatte der FC Liverpool 20 Spiele absolviert, neun davon wurden verloren und der Verein fand sich auf Platz 13 wieder. Die Vereinslegende Kenny Dalglish wurde daraufhin als Interimstrainer bis Ende der Saison präsentiert. Auch auf dem Transfermarkt tat sich für den 18-fachen englischen Meister einiges im Januar 2011. Ryan Babel wurde an die TSG 1899 Hoffenheim abgegeben, Fernando Torres wurde nach einer Transferanfrage für etwa 58,3 Mio. Euro an den FC Chelsea verkauft. Als Ersatz holte man Luis Suárez sowie den englischen Nationalspieler Andy Carroll. Obwohl das erste Spiel unter der Leitung von Dalglish verloren wurde, konnte der FC Liverpool nach einem Unentschieden im Merseyside Derby vier Spiele in Folge gewinnen. Während Carroll im Frühjahr des Öfteren mit Verletzungen zu kämpfen hatte, steuerte Suárez mit vier Toren sowie zahlreichen Vorlagen einen großen Anteil zur Aufholjagd des FC Liverpool bei. Letztlich erreichte der Verein nach einer starken Schlussphase noch den sechsten Tabellenplatz und verpasste damit nur knapp den Einzug in die Europa League. Auch den Eigentümern des Vereins entging nicht, dass die Reds unter Dalglish wieder zu alter Stärke zurückfanden. Dies hatte zur Folge, dass Dalglish ein Dreijahresvertrag angeboten wurde, den er am 12. Mai 2011 unterschrieb.
Im Sommer wurden mit Jordan Henderson, Sebastián Coates, Craig Bellamy, Stewart Downing, Charlie Adam und José Enrique weitere Spieler verpflichtet. Zugleich wurden einige weniger erfolgreiche Spieler abgegeben. Der Umbau der Mannschaft verlief aber trotz signifikanter Transferausgaben nicht sehr glücklich: Der achte Platz in der Meisterschaft 2011/12 bedeutete das schlechteste Abschneiden seit der Saison 1993/94. Neben der umstrittenen Entscheidung im FA-Cup-Finale, ein Tor von Klubrekordtransfer-Stürmer Andy Carroll nicht zu geben, blieb für die Saison symptomatisch, dass Liverpool die Mannschaft mit den meisten Pfosten- und Lattentreffern in Europas Topligen war. So war der League Cup der einzige Titel, welchen die Reds in der Saison 2011/12 gewinnen konnten. Dies hatte zur Folge, dass Club-Legende Dalglish den Verein bereits nach anderthalb Jahren wieder verlassen musste.
Zur Saison 2012/13 übernahm der zuvor bei Swansea City beschäftigte Brendan Rodgers das Team. Dieser belegte in seiner ersten Saison den siebten Tabellenplatz, wodurch die Teilnahme an der Europa League erreicht wurde. Die Saison 2013/14 verlief für den FC Liverpool wesentlich erfolgreicher. Das Team spielte lange Zeit um den Titel mit und hätte diesen am 36. Spieltag gegen den FC Chelsea klarmachen können. Durch eine 0:2-Heimniederlage wurde schließlich Manchester City Meister. Der FC Liverpool wurde Vizemeister und qualifizierte sich erstmals seit fünf Jahren für die Champions League. Torschützenkönig wurde mit 31 Treffern Luis Suárez; sein Sturmpartner Daniel Sturridge kam auf 22 Treffer.
In der Saison 2014/15 konnte die Mannschaft nicht an die Leistungen des Vorjahres anknüpfen. Der Torschützenkönig Suárez wechselte vor Saisonbeginn zum FC Barcelona. Die Saison wurde auf dem sechsten Platz beendet. In der Champions League scheiterte man bereits in der Gruppenphase, in der man Dritter wurde und somit in der K.o.-Phase der Europa League weiterspielten musste. Dort scheiterte das Team in der Runde der letzten 32 an Beşiktaş Istanbul.

### Die Ära Klopp

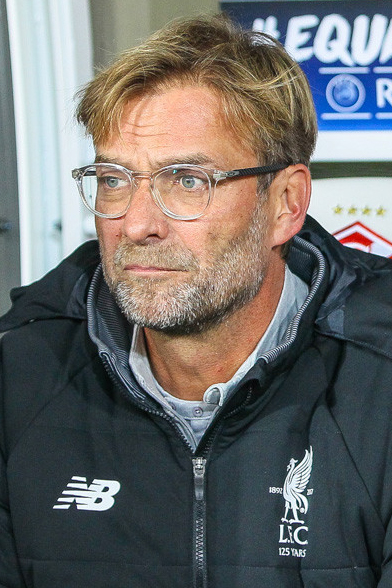
Jürgen Klopp

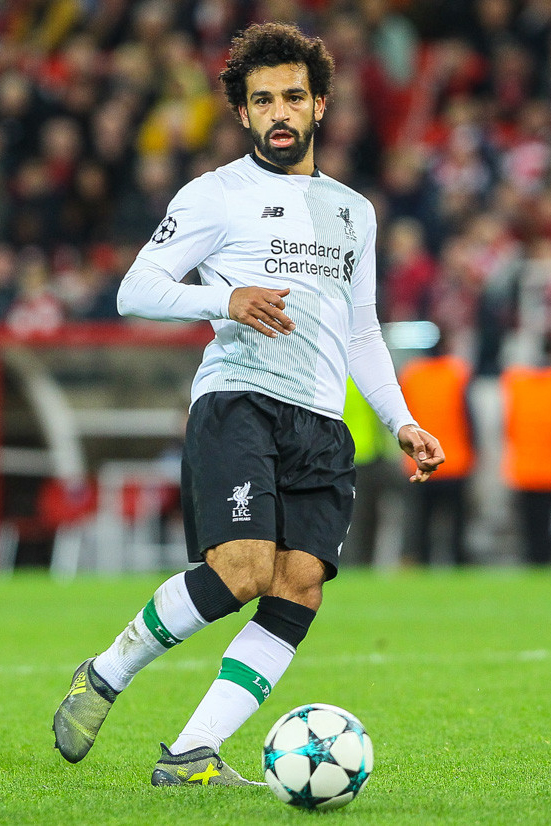
Mohamed Salah (2017)

2015–2018: Verlorene Finals in Europa- und Champions-League

Zur Saison 2015/16 verließ die Vereinslegende Steven Gerrard nach insgesamt 26 Jahren den Verein in Richtung USA zu LA Galaxy. Nach dem achten Spieltag wurde Rodgers nach einem 1:1-Unentschieden im Merseyside Derby gegen den FC Everton entlassen. Zu diesem Zeitpunkt stand das Team mit zwölf Punkten auf dem zehnten Tabellenplatz. Als Nachfolger wurde Jürgen Klopp verpflichtet, der nach sieben Jahren Tätigkeit bei Borussia Dortmund seit Saisonbeginn pausiert hatte. In Klopps Premierensaison gelang der Mannschaft der Einzug in das Finale der Europa League, das im St. Jakob-Park mit 1:3 gegen den FC Sevilla verloren ging. In der Liga verpasste man mit zwei Punkten Rückstand nur knapp die Qualifikation zur Europa League 2016/17. Im FA Cup wurde das Achtelfinale nach einer 1:2-Niederlage gegen West Ham United verpasst.
Die Saison 2016/17 begann mit einem 4:3-Auswärtssieg beim FC Arsenal. Auch der FC Chelsea konnte am fünften Spieltag in London geschlagen werden. Zuvor blieb man bereits beim amtierenden Meister Leicester City als auch bei den Tottenham Hotspurs ohne Niederlage. Nach dem elften Spieltag stand der FC Liverpool erstmals seit Mai 2014 wieder an der Tabellenspitze der Liga. Die Saison endete mit dem vierten Tabellenplatz und der damit verbundenen Qualifikation für die Playoffs der UEFA Champions League 2017/18.
In der Saison 2017/18 erreichte der Klub zum ersten Mal seit elf Jahren das Finale der UEFA Champions League. In einer Neuauflage des Europapokal der Landesmeister-Endspiels von 1981 traf man auf den zweifachen Titelverteidiger Real Madrid und verlor mit 1:3. Im FA Cup schieden die Reds bereits in der vierten Hauptrunde gegen West Bromwich Albion aus, während sie die Premier League auf Platz vier abschlossen, wodurch sie auch für die folgende Champions-League-Saison fix qualifiziert waren.
2018/19: Champions-League-Triumph und Vizemeister mit 97 Punkten

Die Hinrunde der Saison 2018/19 absolvierte die Mannschaft als einzige ohne Niederlage und mit nur sieben Gegentoren. Am 21. Spieltag erfolgte mit einem 1:2 beim amtierenden Meister Manchester City die erste Saisonniederlage, welche auch die einzige Niederlage in dieser Meisterschaftsrunde bleiben sollte. Einige Tage später schieden die Reds in der dritten Hauptrunde des FA Cups gegen den Aufsteiger Wolverhampton Wanderers aus. Im Titelrennen gegen den Rivalen Manchester City unterlag Liverpool nur denkbar knapp. Der letzte Spieltag am 12. Mai 2019 brachte dem FC Liverpool mit nur einem Punkt Rückstand auf Manchester City (98 zu 97 Punkte in der Abschlusstabelle) die Vizemeisterschaft in der Premier League. Mit 97 Punkten holte Liverpool als Vizemeister in der Saison mehr Punkte als jeder englische Meister zuvor, mit Ausnahme von Manchester City (2018: 100 Punkte, 2019: 98 Punkte). Die Reds der Saison 2018/19 waren somit nicht nur die beste Liverpool-Mannschaft, sondern auch der bis dato beste Vizemeister in England, wodurch Klopps Team auch ohne den lange ersehnten Ligatitel ein Stück englische Fußballgeschichte schrieb. Als Draufgabe erhielten noch Torhüter Alisson den „Golden Glove Award“ für die meisten Spiele ohne Gegentor (21) sowie Sadio Mané und Mohamed Salah gemeinsam mit Pierre-Emerick Aubameyang von Arsenal den „Golden Boot Award“ für die meisten erzielten Treffer (alle drei jeweils 22 Tore). In der UEFA Champions League traf der FC Liverpool in der Gruppenphase auf Paris Saint-Germain, SSC Neapel und Roter Stern Belgrad. Nach drei Niederlagen und zwei Siegen mussten die Reds im letzten Spiel an der heimischen Anfield Road gegen die SSC Neapel gewinnen, um das Achtelfinale zu erreichen; der FC Liverpool gewann mit 1:0, wobei Torwart Alisson kurz vor Ende der Partie ein Tor der Neapolitaner durch Arkadiusz Milik vereitelte. In den K.o.-Runden schaltete man den FC Bayern München (0:0/3:1), den FC Porto (2:0/4:1) und den FC Barcelona (4:0-Rückspielsieg in Anfield nach einer 0:3-Hinspielniederlage im Camp Nou) aus. Am 1. Juni 2019 gewann der FC Liverpool das Finale im Estadio Metropolitano in Madrid mit 2:0 gegen Tottenham Hotspur und holte sich somit den zweiten Champions-League-Titel nach 2005. Inklusive Europapokal der Landesmeister war dies bereits der sechste Triumph für die Mannschaft, wodurch sich der Verein in der ewigen Rangliste auf den alleinigen dritten Platz vor dem FC Bayern München setzen konnte.
2019/20: Erster Meistertitel seit 30 Jahren

In der Saison 2019/20 enteilte der FC Liverpool der Konkurrenz in der Liga. Erst am 28. Spieltag musste Klopps Mannschaft, die zuvor nur durch ein Unentschieden am neunten Spieltag bei Manchester United Punkte liegen gelassen hatte, beim Abstiegskandidaten FC Watford mit einem 0:3 die erste Saisonniederlage hinnehmen, was die erste Niederlage nach 44 Spielen bedeutete. Mit 18 Siegen in Folge teilt sich der FC Liverpool den Rekord mit Manchester City (2017). Im März musste die Saison aufgrund der COVID-19-Pandemie unterbrochen werden. Nach 29 absolvierten Spielen stand der FC Liverpool mit 82 Punkten an der Tabellenspitze, der Zweitplatzierte Manchester City lag bei einem Spiel weniger 25 Punkte hinter den Reds. Nachdem der Spielbetrieb Mitte Juni mit Geisterspielen wieder aufgenommen worden war, wurde der FC Liverpool am 31. Spieltag – sieben Spieltage vor dem Saisonende – zum 19. Mal englischer Meister, was die frühste Meisterschaft der Premier-League-Geschichte bedeutete (zuvor Manchester United 2001 und Manchester City 2018 jeweils fünf Spieltage vor Saisonende). Es war die erste Meisterschaft seit 1990 sowie die erste seit der Einführung der Premier League. Der FC Liverpool schloss die Saison schließlich nach 32 Siegen, drei Unentschieden und drei Niederlagen mit 99 Punkten ab, womit man den Punkterekord von Manchester City (100 Punkte) aus der Saison 2017/18 knapp verpasste.
In der Champions League scheiterte der FC Liverpool unmittelbar vor der Saisonunterbrechung im Achtelfinale an Atlético Madrid. Zuvor war die Mannschaft bereits im FA Cup (fünfte Runde) und League Cup (Viertelfinale) ausgeschieden, wobei der Fokus merklich auf der Meisterschaft und Champions League lag. So fand im Dezember das Viertelfinale des League Cups zeitgleich mit der FIFA-Klub-Weltmeisterschaft 2019 statt, die der FC Liverpool im Finale gegen Flamengo Rio de Janeiro gewann, sodass bei der 0:5-Niederlage gegen Aston Villa im Kern die U23-Mannschaft antrat, die von ihrem Trainer Neil Critchley betreut wurde. Dieses Vorgehen wiederholte der FC Liverpool im Februar in der vierten Runde des FA Cup beim Wiederholungsspiel gegen Shrewsbury Town, da sich der Profikader und das Trainerteam im Urlaub befanden, nachdem die Premier League erstmals eine gestaffelte Winterpause eingeführt hatte. Beim 1:0-Sieg gegen den Drittligisten betrug der Altersschnitt 19 Jahre und 102 Tage, was die bis dahin jüngste Mannschaft der Vereinsgeschichte darstellte.
2020/21

Die namhaftesten Neuzugänge zur Saison 2020/21 waren Diogo Jota (Wolverhampton Wanderers) und Thiago vom amtierenden Champions-League-Sieger FC Bayern München, die beide kurz vor dem Premier-League-Start zum Team stießen. Die Pflichtspielsaison hatte zuvor mit einer Niederlage im FA Community Shield gegen den FC Arsenal begonnen. Nach drei Auftaktsiegen in der Liga verlor der FC Liverpool am vierten Spieltag mit 2:7 gegen Aston Villa, was die bis dahin höchste Niederlage des Vereins in der Premier League bedeutete. Über den weiteren Saisonverlauf war der FC Liverpool von Verletzungen gebeutelt. Insbesondere in der Innenverteidigung fielen Virgil van Dijk (Kreuzbandriss), Joe Gomez (Patellasehnenprobleme) und Joel Matip (Knöchelverletzung) langfristig aus. Ab Ende Januar 2021 verlor die Mannschaft sechs Liga-Heimspiele in Folge und fiel bis in das Tabellenmittelfeld zurück. Zu allem Überfluss schied der FC Liverpool in der Champions League im Viertelfinale gegen Real Madrid aus. Nach einem Schlussspurt mit fünf Siegen in Serie in den letzten Ligapartien gelang trotz der zwischenzeitlichen Formschwäche die abermalige Qualifikation für die „Königsklasse“ auf dem dritten Tabellenrang.
2021/22

Am 17. Spieltag, nach welchem die Reds in der Tabelle den zweiten Platz belegten, gewannen sie als erstes Team in England 2000 Erstligaspiele (3:1 gegen Newcastle United). Am 29. Spieltag erzielte Mohamed Salah zudem den 2000. Premiere League Treffer für Liverpool. Im Februar 2022 gewannen sie den EFL Cup und im Mai den FA Cup. Nach den beiden Pokalsiegen wurde öffentlich, dass der FC Liverpool seit dem Sommer 2021 als erste professionelle Fußballmannschaft weltweit neurowissenschaftliche Methoden durch das deutsche Unternehmen neuro11 nutzt. Klopp wurde der erste deutsche Trainer, welcher den FA Cup im Spitzenfußball gewinnen konnte und er hat seitdem mit dem FC Liverpool alle möglichen Trophäen gewonnen. Am 3. Mai 2022 zog der FC Liverpool zum dritten Mal innerhalb von fünf Jahren in ein europäisches Endspiel ein. Der Finalgegner wurde Real Madrid, womit das Spiel eine Neuauflage der Endspiele von 1981 und 2018 wurde. Das Finale im Stade de France im Pariser Vorort Saint-Denis wurde mit 0:1 verloren.
2022/23

Die Saison 2022/23 startete mit einem 3:1-Sieg im Community Shield gegen Manchester City. In allen anderen Wettbewerben gab es dagegen einen Fehlstart. In den ersten drei Ligaspielen blieb Liverpool sieglos und erst durch den bisher höchsten Premier-League-Sieg der Vereinsgeschichte – 9:0 gegen den AFC Bournemouth – wachten die Reds in der Liga auf. In die Champions League startete man mit einer 1:4-Niederlage beim SSC Neapel, gewann daraufhin aber alle anderen Gruppenspiele und wurde aufgrund der schlechteren Tordifferenz hinter den Italienern Zweiter. Liverpool avancierte dabei mit 15 Punkten zum besten Gruppenzweiten überhaupt. In der dritten Hauptrunde des Ligapokals gab es ein 0:0 gegen den Drittligisten Derby County. Erst im Elfmeterschießen setzte man sich durch, verlor dafür aber in der vierten Runde mit 2:3 gegen Manchester City. Auch im FA Cup wusste Liverpool nicht zu überzeugen. In der dritten Runde spielte man gegen die Wolverhampton Wanderers 2:2, das anschließende Entscheidungsspiel gewannen die Reds mit 1:0. Aber in der nächsten Runde scheiterte man mit 1:2 am Überraschungsteam Brighton & Hove Albion. Liverpool schied wenig später auch im Champions-League-Achtelfinale einmal mehr gegen Real Madrid aus. Im Hinspiel setzte es nach einer 2:0-Führung eine 2:5-Heimniederlage und auch das Rückspiel ging mit 0:1 verloren. Dazwischen gab es ein 7:0 gegen Manchester United, was dem höchsten Sieg gegen den Erzrivalen entspricht. Nach einer 1:4-Niederlage bei Manchester City blieb Liverpool zwar in den letzten elf Ligaspielen ungeschlagen, kam jedoch nicht über Platz fünf hinaus und verpasste somit die Champions League.
2023/24

Zur Saison 2023/24 legte Liverpool einen ordentlichen Start hin und gewann wettbewerbsübergreifend sieben der ersten acht Saisonspiele. In der Europa League setzte sich Liverpool trotz der einfachen Gegner (LASK, FC Toulouse und Union Saint-Gilloise) nur mit Mühe als Gruppensieger durch. Zu Jahresbeginn kündigte Jürgen Klopp an, sein Traineramt zum Saisonende niederlegen zu wollen, um sich eine Auszeit zu nehmen. Der FC Liverpool startete daher die Mission Quadruple, also die Siege in Premier League, EFL Cup, FA Cup und Europa League. Am 25. Februar 2024 schlug man den FC Chelsea im Finale des EFL Cups mit 1:0. Dabei erzielten die Reds erst in der 118. Minute den Siegtreffer und gewannen den Ligapokal damit zum zehnten Mal. Mit den anderen Titeln sollte es trotz guter Aussichten jedoch nichts werden. Im Viertelfinale des FA Cups unterlag man Manchester United nach Verlängerung mit 3:4. In der Europa League kam man mit einem sensationellen Gesamtergebnis von 11:2 gegen Sparta Prag ins Viertelfinale. Nach einem 0:3 im Hinspiel reichte im Rückspiel der 1:0-Auswärtssieg gegen den späteren Sieger Atalanta Bergamo nicht mehr aus. Bis zum 32. Spieltag steckte der FC Liverpool zudem im Dreikampf um den Meistertitel, worin Manchester City und der FC Arsenal mitverwickelt waren. Ein 2:2 gegen Manchester United begann dafür zu sorgen, dass die Reds zunehmend den Anschluss an die Tabellenspitze verloren. Von den dann noch sieben ausstehenden Saisonspielen holte Liverpool nur elf von 21 möglichen Punkten, während die Cityzens und die Gunners nahezu makellos blieben. Liverpool erreichte am Ende den dritten Platz, qualifizierte sich aber wieder für die Champions League.

### Die Ära Arne Slot

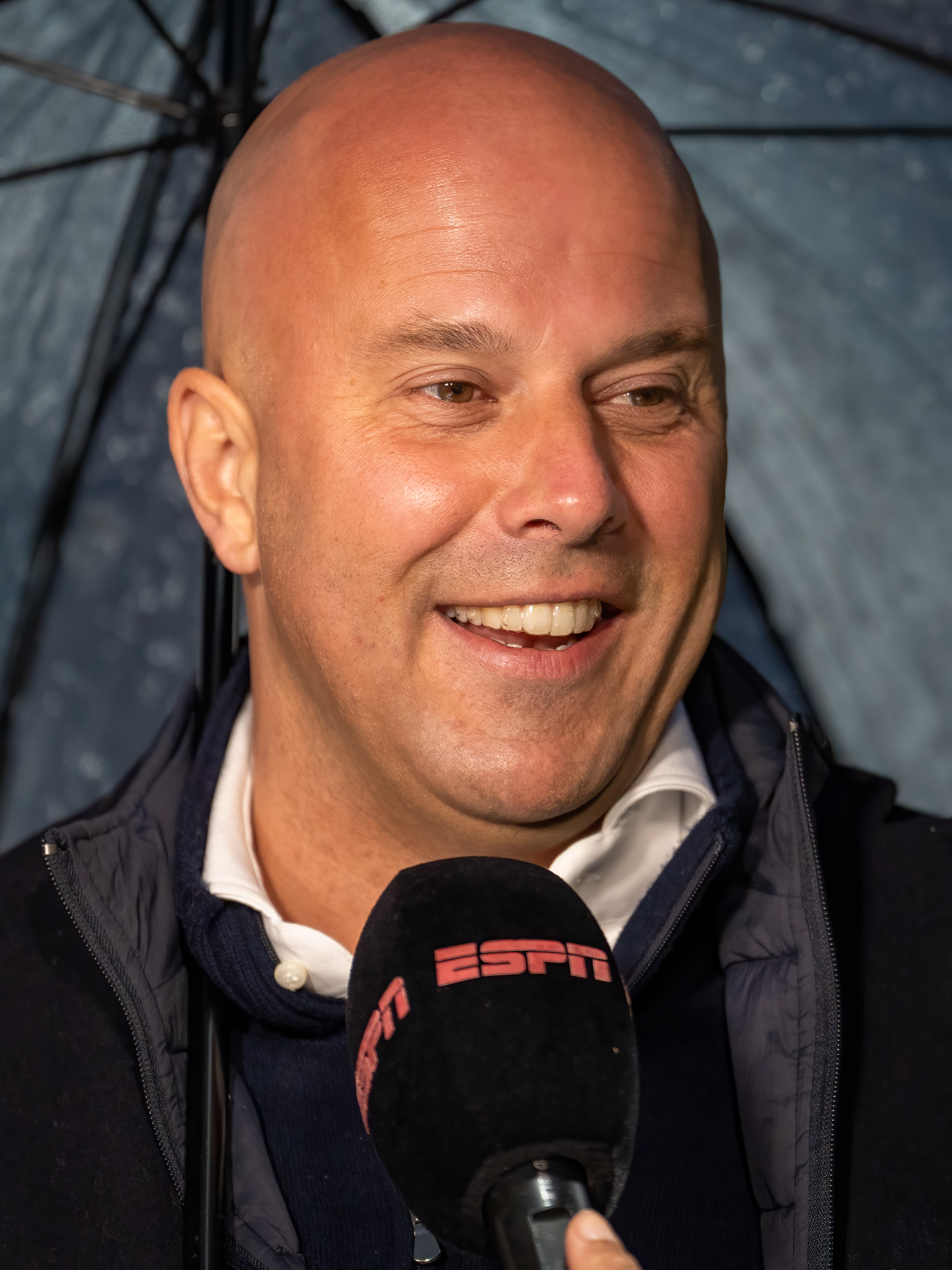
Arne Slot

2024/25: Zweiter Premier-League-Titel

Nachdem sich Jürgen Klopp aus persönlichen Gründen vom Traineramt des FC Liverpool zurückgezogen hatte, konnte die Clubführung den von Feyenoord Rotterdam kommenden Niederländer Arne Slot als Manager verpflichten. Obwohl in der Sommertransferperiode mit dem italienischen Stürmer Federico Chiesa lediglich eine namhafte Verstärkung geholt wurde, gewann die Mannschaft gleich im ersten Jahr unter dem neuen Cheftrainer überlegen mit 10 Punkten Vorsprung die englische Meisterschaft, womit der FC Liverpool mit 20 Erstligatiteln zum Rekordmeister gemeinsam mit Manchester United aufstieg.
In der Champions League schied man als beste Mannschaft der Gruppenphase bereits im Achtelfinale gegen den späteren Sieger Paris Saint-Germain im Elfmeterschießen aus.

## Personal

### Aktueller Kader 2025/26
| Nr.        | Nat.         | Name                  | Geburtstag    | im Verein seit |     |     |
| Tor        | Tor          | Tor                   | Tor           | Tor            | Tor | Tor |
| ---------- | ------------ | --------------------- | ------------- | -------------- | --- | --- |
| 01         | Brasilien    | Alisson               | 2. Okt. 1992  | 2018           |     |     |
| 25         | Georgien     | Giorgi Mamardaschwili | 29. Sep. 2000 | 2025           |     |     |
| 28         | England      | Freddie Woodman       | 4. März 1997  | 2025           |     |     |
| 41         | Ungarn       | Ármin Pécsi           | 24. Feb. 2005 | 2025           |     |     |
| Abwehr     |              |                       |               |                |     |     |
| 02         | England      | Joe Gomez             | 23. Mai 1997  | 2015           |     |     |
| 04         | Niederlande  | Virgil van Dijk       | 8. Juli 1991  | 2018           |     |     |
| 05         | Frankreich   | Ibrahima Konaté       | 25. Mai 1999  | 2021           |     |     |
| 06         | Ungarn       | Milos Kerkez          | 7. Nov. 2003  | 2025           |     |     |
| 12         | Nordirland   | Conor Bradley         | 9. Juli 2003  | 2023           |     |     |
| 15         | Italien      | Giovanni Leoni        | 21. Dez. 2006 | 2025           |     |     |
| 21         | Griechenland | Kostas Tsimikas       | 12. Mai 1996  | 2020           |     |     |
| 22         | Schottland   | Calvin Ramsay         | 31. Juli 2003 | 2022           |     |     |
| 26         | Schottland   | Andrew Robertson      | 11. März 1994 | 2017           |     |     |
| 30         | Niederlande  | Jeremie Frimpong      | 10. Dez. 2000 | 2025           |     |     |
| 46         | England      | Rhys Williams         | 3. Feb. 2001  | 2017           |     |     |
| Mittelfeld |              |                       |               |                |     |     |
| 03         | Japan        | Wataru Endō           | 2. Feb. 1993  | 2023           |     |     |
| 07         | Deutschland  | Florian Wirtz         | 3. Mai 2003   | 2025           |     |     |
| 08         | Ungarn       | Dominik Szoboszlai    | 22. Okt. 2000 | 2023           |     |     |
| 10         | Argentinien  | Alexis Mac Allister   | 24. Dez. 1998 | 2023           |     |     |
| 17         | England      | Curtis Jones          | 30. Jan. 2001 | 2017           |     |     |
| 19         | England      | Harvey Elliott        | 4. Apr. 2003  | 2019           |     |     |
| 38         | Niederlande  | Ryan Gravenberch      | 16. Mai 2002  | 2023           |     |     |
| 43         | Spanien      | Stefan Bajcetic       | 22. Okt. 2004 | 2021           |     |     |
| Sturm      |              |                       |               |                |     |     |
| 11         | Agypten      | Mohamed Salah         | 15. Juni 1992 | 2017           |     |     |
| 14         | Italien      | Federico Chiesa       | 25. Okt. 1997 | 2024           |     |     |
| 18         | Niederlande  | Cody Gakpo            | 7. Mai 1999   | 2023           |     |     |
| 22         | Frankreich   | Hugo Ekitiké          | 20. Juni 2002 | 2025           |     |     |
| 50         | Schottland   | Ben Doak              | 11. Nov. 2005 | 2022           |     |     |

## Trainerchronik
Stand: 15. September 2024 – nur offizielle Spiele wurden berücksichtigt.
| Name                         | Zeitraum  | P   | S   | U   | N   | Siegquote | Ø Punkte / Spiel (3-1-0) | Erfolge |
| ---------------------------- | --------- | --- | --- | --- | --- | --------- | ------------------------ | --- |
| W. E. Barclay / John McKenna | 1892–1896 | 131 | 80  | 20  | 31  | 61,07 %   | 1,985                    | 2 Division-Two-Meisterschaften |
| Tom Watson                   | 1896–1915 | 742 | 329 | 141 | 272 | 44,34 %   | 1,520                    | 2 Division-One-Meisterschaften |
| David Ashworth               | 1919–1923 | 138 | 70  | 40  | 28  | 50,72 %   | 1,812                    | 1 Division-One-Meisterschaft |
| Matt McQueen                 | 1923–1928 | 229 | 93  | 60  | 76  | 40,61 %   | 1,480                    | 1 Division-One-Meisterschaft |
| George Patterson             | 1928–1936 | 366 | 137 | 85  | 144 | 37,43 %   | 1,355                    | –– |
| George Kay                   | 1936–1951 | 357 | 142 | 93  | 122 | 39,78 %   | 1,454                    | 1 Division-One-Meisterschaft |
| Don Welsh                    | 1951–1956 | 232 | 81  | 58  | 93  | 34,91 %   | 1,297                    | –– |
| Phil Taylor                  | 1956–1959 | 150 | 76  | 32  | 42  | 50,67 %   | 1,733                    | –– |
| Bill Shankly                 | 1959–1974 | 783 | 407 | 198 | 178 | 51,98 %   | 1,812                    | 3 Division-One-Meisterschaften, 2 FA Cups, 1 UEFA Cup, 3 Charity Shields                                                                             |
| Bob Paisley                  | 1974–1983 | 535 | 307 | 132 | 96  | 57,38 %   | 1,968                    | 6 Division-One-Meisterschaften, 3 Europapokale der Landesmeister, 1 UEFA Cup, 5 Charity Shields, 3 Football League Cups                              |
| Joe Fagan                    | 1983–1985 | 131 | 70  | 37  | 24  | 53,44 %   | 1,885                    | 1 Division-One-Meisterschaft, 1 Europapokal der Landesmeister, 1 Football League Cup                                                                 |
| Kenny Dalglish               | 1985–1991 | 307 | 187 | 78  | 42  | 60,91 %   | 2,081                    | 3 Division-One-Meisterschaften, 2 FA Cups |
| Ronnie Moran                 | 1991      | 10  | 4   | 1   | 5   | 40,00 %   | 1,300                    | –– |
| Graeme Souness               | 1991–1994 | 157 | 65  | 47  | 45  | 41,40 %   | 1,541                    | 1 FA Cup |
| Roy Evans                    | 1994–1998 | 226 | 116 | 57  | 53  | 51,33 %   | 1,792                    | 1 Football League Cup |
| Roy Evans / Gérard Houllier  | 1998      | 18  | 7   | 6   | 5   | 38,89 %   | 1,500                    | –– |
| Gérard Houllier              | 1998–2004 | 307 | 158 | 75  | 74  | 51,47 %   | 1,788                    | 1 FA Cup, 1 UEFA Cup, 1 UEFA Super Cup, 2 Football League Cups, 1 Charity Shield                                                                     |
| Rafael Benítez               | 2004–2010 | 350 | 194 | 77  | 79  | 55,43 %   | 1,883                    | 1 FA Cup, 1 UEFA Champions League, 1 UEFA Super Cup, 1 Charity Shield                                                                                |
| Roy Hodgson                  | 2010–2011 | 31  | 13  | 8   | 10  | 41,94 %   | 1,516                    | –– |
| Kenny Dalglish               | 2011–2012 | 74  | 36  | 16  | 22  | 48,65 %   | 1,676                    | 1 Football League Cup |
| Brendan Rodgers              | 2012–2015 | 166 | 85  | 39  | 42  | 51,20 %   | 1,771                    | –– |
| Jürgen Klopp                 | 2015–2024 | 491 | 305 | 99  | 87  | 62,12 %   | 2,065                    | 1 Premier-League-Meisterschaft, 1 UEFA Champions League, 1 UEFA Super Cup, 1 FIFA-Klub-Weltmeisterschaft, 2 EFL Cup, 1 FA Cup, 1 FA Community Shield |
| Arne Slot                    | 2024–     | 51  | 37  | 7   | 7   | 75,00 %   | 2,25                     | 1 Premier-League-Meisterschaft |

## Bedeutende Spieler

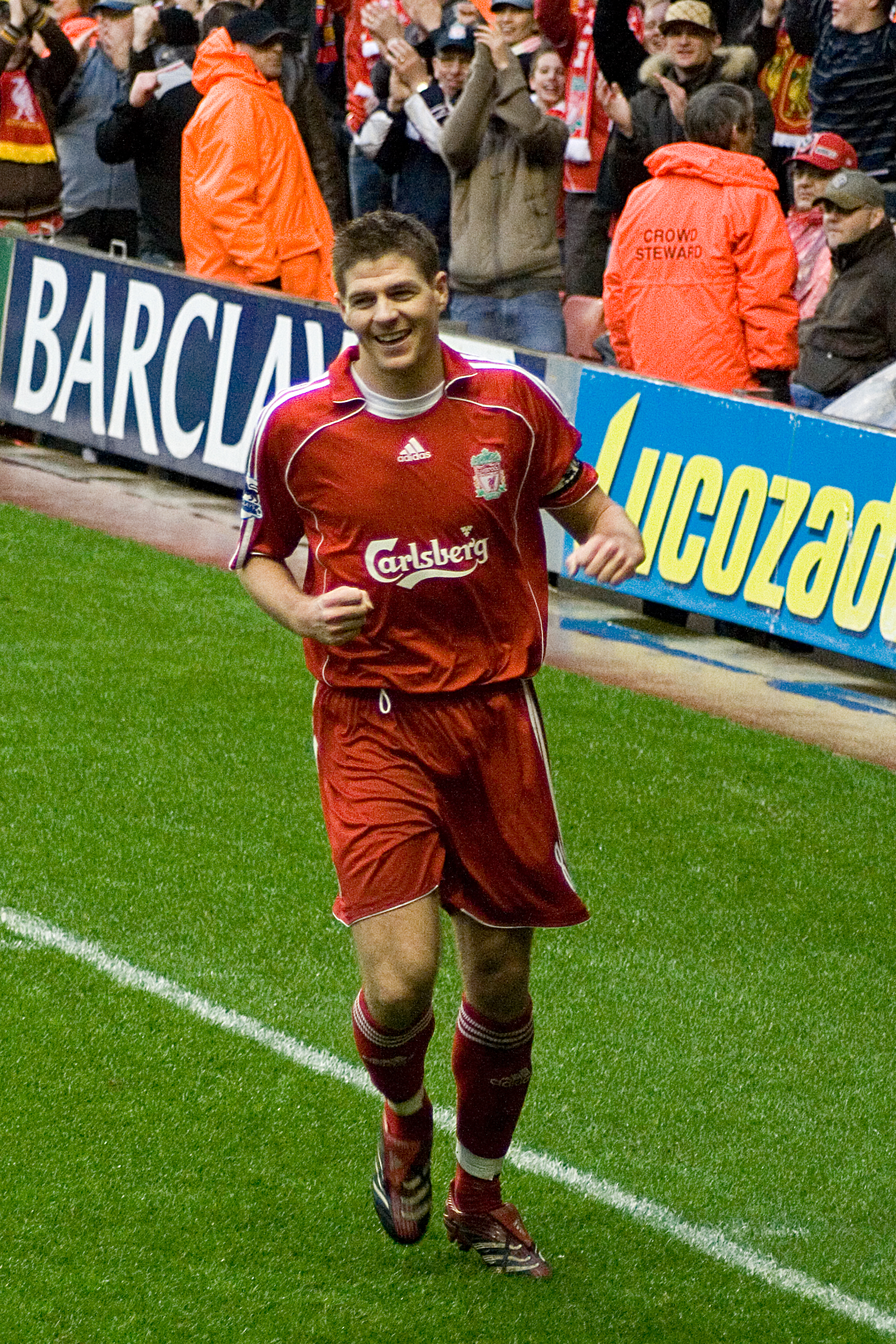
Steven Gerrard, ehemaliger Kapitän des FC Liverpool

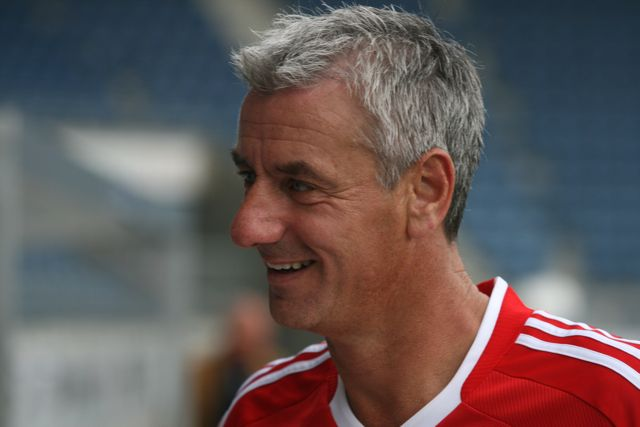
Ian Rush, Rekordtorschütze des FC Liverpool

Für eine komplette Auflistung aller Spieler des FC Liverpool, siehe Liste der Spieler des FC Liverpool.

### Rekordspieler und Rekordtorschützen
Angegeben sind sämtliche Pflichtspiele | Stand: 15. April 2025
| Spieler          | Spiele |
| ---------------- | ------ |
| Ian Callaghan    | 857    |
| Jamie Carragher  | 737    |
| Steven Gerrard   | 710    |
| Emlyn Hughes     | 665    |
| Ray Clemence     | 665    |
| Ian Rush         | 660    |
| Phil Neal        | 650    |
| Tommy Smith      | 638    |
| Bruce Grobbelaar | 628    |
| Alan Hansen      | 620    |
| Chris Lawler     | 549    |
| Billy Liddell    | 534    |
| Kenny Dalglish   | 515    |
| Ronnie Whelan    | 493    |
| Roger Hunt       | 492    |

| Spieler        | Tore |
| -------------- | ---- |
| Ian Rush       | 346  |
| Roger Hunt     | 285  |
| Mohamed Salah  | 243  |
| Gordon Hodgson | 241  |
| Billy Liddell  | 228  |
| Steven Gerrard | 186  |
| Robbie Fowler  | 183  |
| Kenny Dalglish | 172  |
| Michael Owen   | 158  |
| Harry Chambers | 151  |
| Sam Raybould   | 130  |
| Jack Parkinson | 128  |
| Dick Forshaw   | 123  |
| Sadio Mané     | 120  |
| Ian St. John   | 118  |

### Kapitäne des FC Liverpool
| Kapitän           | Zeitraum  |
| ----------------- | --------- |
| Andrew Hannah     | 1892–1895 |
| Jimmy Ross        | 1895–1897 |
| John McCartney    | 1897–1898 |
| Harry Storer      | 1898–1899 |
| Alex Raisbeck     | 1898–1909 |
| Arthur Goddard    | 1909–1912 |
| Ephraim Longworth | 1912–1913 |
| Harry Lowe        | 1913–1915 |
| Donald McKinlay   | 1919–1920 |
| Ephraim Longworth | 1920–1921 |
| Donald McKinlay   | 1921–1928 |
| Tom Bromilow      | 1928–1929 |
| Jimmy Jackson     | 1929–1930 |
| Tom Morrison      | 1930–1931 |
| Tom Bradshaw      | 1931–1934 |

| Kapitän        | Zeitraum  |
| -------------- | --------- |
| Tom Cooper     | 1934–1939 |
| Matt Busby     | 1939–1940 |
| Willie Fagan   | 1945–1947 |
| Jack Balmer    | 1947–1950 |
| Phil Taylor    | 1950–1953 |
| Bill Jones     | 1953–1954 |
| Laurie Hughes  | 1954–1955 |
| Billy Liddell  | 1955–1958 |
| Johnny Wheeler | 1958–1959 |
| Ronnie Moran   | 1959–1960 |
| Dick White     | 1960–1961 |
| Ron Yeats      | 1961–1970 |
| Tommy Smith    | 1970–1973 |
| Emlyn Hughes   | 1973–1978 |
| Phil Thompson  | 1978–1981 |

| Kapitän          | Zeitraum  |
| ---------------- | --------- |
| Graeme Souness   | 1982–1984 |
| Phil Neal        | 1984–1985 |
| Alan Hansen      | 1985–1988 |
| Ronnie Whelan    | 1988–1989 |
| Alan Hansen      | 1989–1990 |
| Ronnie Whelan    | 1990–1991 |
| Steve Nicol      | 1990–1991 |
| Mark Wright      | 1991–1993 |
| Ian Rush         | 1993–1996 |
| John Barnes      | 1996–1997 |
| Paul Ince        | 1997–1999 |
| Jamie Redknapp   | 1999–2002 |
| Sami Hyypiä      | 2002–2003 |
| Steven Gerrard   | 2003–2015 |
| Jordan Henderson | 2015–2023 |
| Virgil van Dijk  | seit 2023 |

## Stadion

### Anfield

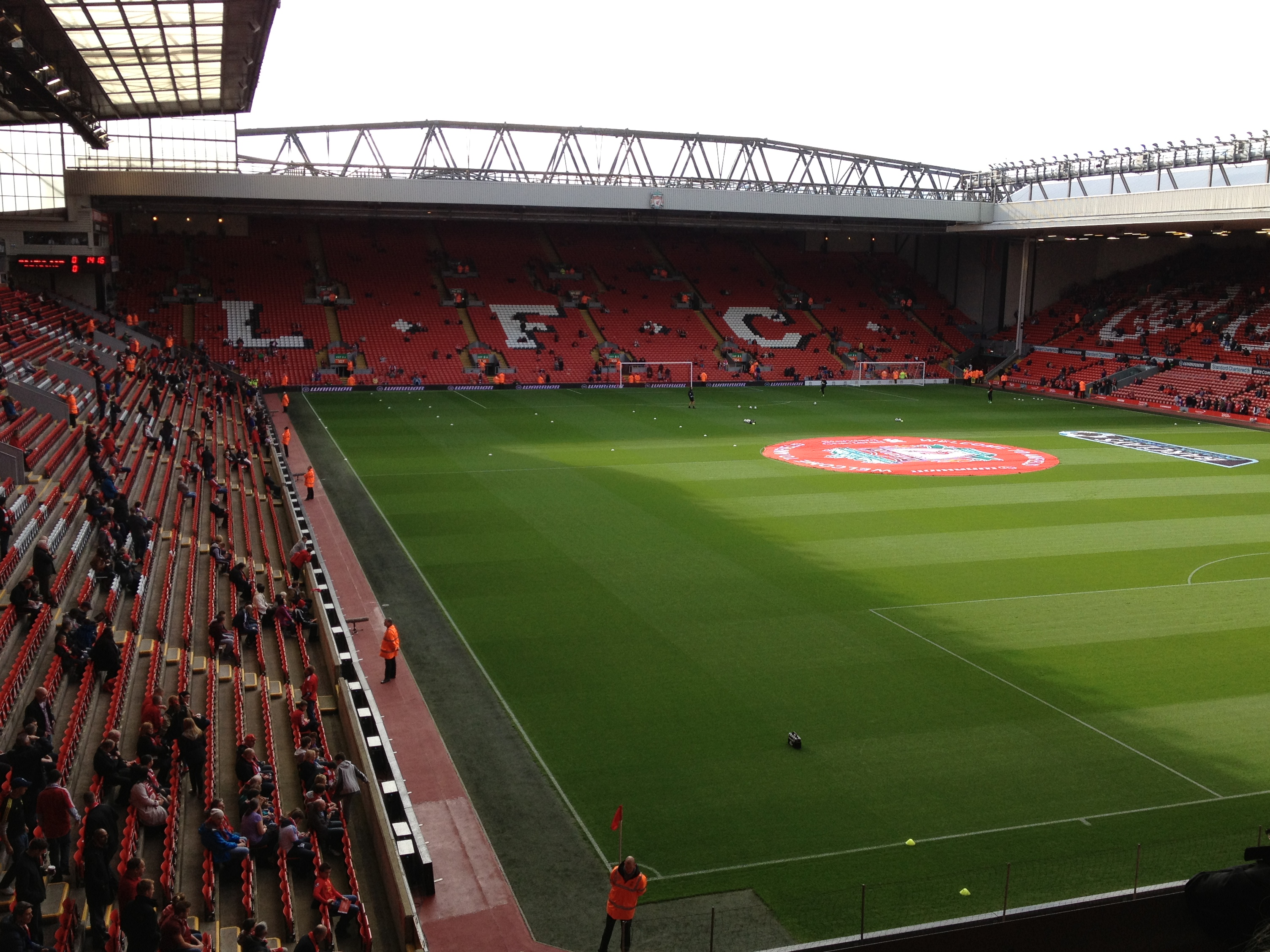
Blick vom Anfield Road Stand am 20. Oktober 2012 in das Stadion.

Der FC Liverpool ist seit 1892 in Anfield beheimatet. Das Stadion fasste ursprünglich 44.742 Zuschauer und ist von der UEFA in die Stadionkategorie 4 eingestuft. Es wurde 1884 eingeweiht und war zunächst die Spielstätte des Stadtrivalen FC Everton bis zu deren Umzug 1892 in den Goodison Park.
Ab dem 8. Dezember 2014 wurde Anfield für 114 Millionen Pfund ausgebaut. Die Haupttribüne konnte bis zum Beginn der Saison 2016/17 um ca. 8500 Plätze erweitert werden. Das Stadion fasst somit nach dem Umbau 54.074 Zuschauer. Geplant war außerdem ein Ausbau des Anfield Road Stand, was die Kapazität auf 59.000 Zuschauer erhöht hätte. Von dieser Erweiterung, die bis zu 70 Millionen Pfund kosten würde, wurde allerdings zunächst aus wirtschaftlichen Gründen abgesehen.
Der Ausbau des Anfield Road Stand wurde letztendlich 2021 bewilligt und zur Saison 2023/24 fertiggestellt. Durch den Ausbau kann Anfield bis zu 61.276 Sitzplätze bieten.

### Zuschauerschnitt seit der Saison 1975/76
Nach der Stadionerweiterung vor der Saison 2016/17 hatte der Klub in der Saison 2017/18 mit durchschnittlich 53.049 Zuschauern einen neuen Rekordzuschauerschnitt aufgestellt. Vor dem Umbau stammte der höchste Zuschauerschnitt des FC Liverpool aus der First-Division-Saison 1976/77 mit 47.284 Besuchern. Der niedrigste Schnitt wurde in der Saison 1983/84 erzielt, als nur 32.022 Fans pro Partie an die Anfield Road kamen. 1992 wurde die Premier League als höchste englische Spielklasse eingeführt und löste die First Division ab.
- 1975/76: 41.623 (First Division)
- 1976/77: 47.284 (First Division)
- 1977/78: 45.660 (First Division)
- 1978/79: 46.510 (First Division)
- 1979/80: 44.578 (First Division)
- 1980/81: 37.646 (First Division)
- 1981/82: 35.214 (First Division)
- 1982/83: 34.836 (First Division)
- 1983/84: 32.022 (First Division)
- 1984/85: 34.466 (First Division)
- 1985/86: 35.319 (First Division)
- 1986/87: 36.331 (First Division)
- 1987/88: 39.683 (First Division)
- 1988/89: 38.709 (First Division)
- 1989/90: 36.869 (First Division)
- 1990/91: 35.354 (First Division)
- 1991/92: 34.941 (First Division)
- 1992/93: 37.009 (Premier League)
- 1993/94: 38.503 (Premier League)
- 1994/95: 34.225 (Premier League)
- 1995/96: 39.553 (Premier League)
- 1996/97: 39.777 (Premier League)
- 1997/98: 40.628 (Premier League)
- 1998/99: 43.321 (Premier League)
- 1999/00: 44.074 (Premier League)
- 2000/01: 43.699 (Premier League)
- 2001/02: 43.389 (Premier League)
- 2002/03: 43.243 (Premier League)
- 2003/04: 42.677 (Premier League)
- 2004/05: 42.587 (Premier League)
- 2005/06: 44.236 (Premier League)
- 2006/07: 43.561 (Premier League)
- 2007/08: 43.532 (Premier League)
- 2008/09: 43.611 (Premier League)
- 2009/10: 42.864 (Premier League)
- 2010/11: 42.820 (Premier League)
- 2011/12: 44.253 (Premier League)
- 2012/13: 44.749 (Premier League)
- 2013/14: 44.671 (Premier League)
- 2014/15: 44.659 (Premier League)
- 2015/16: 43.910 (Premier League)
- 2016/17: 53.016 (Premier League)
- 2017/18: 53.049 (Premier League)
- 2018/19: 52.983 (Premier League)

## Erfolge
Erfolge im internationalen Fußball
- 6 Erfolge im Europapokal der Landesmeister/UEFA Champions League
  - 1977: 3:1 gegen Borussia Mönchengladbach (in Rom)
  - 1978: 1:0 gegen FC Brügge (in London)
  - 1981: 1:0 gegen Real Madrid (in Paris)
  - 1984: 1:1 n. V., 4:2 i. E. gegen AS Rom (in Rom)
  - 2005: 3:3 n. V., 3:2 i. E. gegen AC Mailand (in Istanbul)
  - 2019: 2:0 gegen Tottenham Hotspur (in Madrid)
- 3 Erfolge im UEFA-Pokal
  - 1973: 3:0 (H) und 0:2 (A) gegen Borussia Mönchengladbach
  - 1976: 3:2 (H) und 1:1 (A) gegen FC Brügge
  - 2001: 5:4 n. V. gegen Deportivo Alavés (in Dortmund)
- 4 Erfolge im Europäischen Supercup
  - 1977: 1:1 (A) und 6:0 (H) gegen Hamburger SV
  - 2001: 3:2 gegen FC Bayern München (in Monaco)
  - 2005: 3:1 n. V. gegen ZSKA Moskau (in Monaco)
  - 2019: 2:2 n. V.; 5:4 i. E. gegen FC Chelsea (in Istanbul)
- 1 Erfolg bei der FIFA-Klub-Weltmeisterschaft
  - 2019: 1:0 n. V. gegen Flamengo Rio de Janeiro

Erfolge im englischen Fußball
- 20 Erfolge in der englischen Meisterschaft (Rekord, gemeinsam mit Manchester United)
  - 1901, 1906, 1922, 1923, 1947, 1964, 1966, 1973, 1976, 1977, 1979, 1980, 1982, 1983, 1984, 1986, 1988, 1990, 2020, 2025
- 8 Erfolge im FA Cup
  - 1965: 2:1 gegen Leeds United
  - 1974: 3:0 gegen Newcastle United
  - 1986: 3:1 gegen den FC Everton
  - 1989: 3:2 gegen den FC Everton
  - 1992: 2:0 gegen den FC Sunderland
  - 2001: 2:1 gegen den FC Arsenal
  - 2006: 3:3 n. V., 3:1 i. E. gegen West Ham United
  - 2022: 0:0 n. V., 6:5 i. E. gegen FC Chelsea
- 10 Erfolge im Liga-Pokal (Rekord)
  - 1981: 1:1 n. V. und 2:1 gegen West Ham United
  - 1982: 3:1 n. V. gegen Tottenham Hotspur
  - 1983: 2:1 n. V. gegen Manchester United
  - 1984: 0:0 und 1:0 gegen den FC Everton
  - 1995: 2:1 gegen die Bolton Wanderers
  - 2001: 1:1 n. V., 5:4 i. E. gegen Birmingham City
  - 2003: 2:0 gegen Manchester United
  - 2012: 2:2 n. V., 3:2 i. E. gegen Cardiff City
  - 2022: 0:0 n. V., 11:10 i. E. gegen FC Chelsea
  - 2024: 1:0 n. V., gegen FC Chelsea
- 16 Erfolge im Charity Shield
  - 1964: 2:2 gegen West Ham United (die Teams teilten sich den Pokal für jeweils 6 Monate)
  - 1965: 2:2 gegen den Manchester United (Mannschaften teilten den Pokal)
  - 1966: 1:0 gegen den FC Everton
  - 1974: 1:1, 6:5 i. E. gegen Leeds United
  - 1976: 1:0 gegen den FC Southampton
  - 1977: 0:0 gegen Manchester United (wiederum teilten die Mannschaften den Pokal)
  - 1979: 3:1 gegen den FC Arsenal
  - 1980: 1:0 gegen West Ham United
  - 1982: 1:0 gegen Tottenham Hotspur
  - 1986: 1:1 gegen den FC Everton (Mannschaften teilten den Pokal)
  - 1988: 2:1 gegen den FC Wimbledon
  - 1989: 1:0 gegen den FC Arsenal
  - 1990: 1:1 gegen Manchester United (Mannschaften teilten den Pokal)
  - 2001: 2:1 gegen Manchester United
  - 2006: 2:1 gegen FC Chelsea
  - 2022: 3:1 gegen Manchester City

## Liverpool FC Women
Der Liverpool FC Women ist ein Frauenfußballklub aus Liverpool. Gegründet wurde der Verein als Newton L.F.C im Jahre 1989. Zwei Jahre später nannte sich der Verein in Knowsley LFC um. 1994 gestattete der FC Liverpool dem Verein, sich Liverpool L.F.C. zu nennen. 2013 wurde der Club schließlich als Liverpool Ladies FC vollständig in den FC Liverpool integriert und gewann 2013 und 2014 den Titel in der FA Women’s Super League, der höchsten englischen Liga für Frauenfußball. Nach dem Abbruch der Saison 2019/20 aufgrund der COVID-19-Pandemie stieg der Liverpool FC Women aus der FA WSL in die zweitklassige FA Women’s Championship ab. Am 3. April 2022 sicherte sich der Liverpool FC Women mit einem 4:2 beim Bristol City Women’s Football Club vorzeitig den direkten Wiederaufstieg in die FA Women’s Super League.